# Reninoides declinatus
Reninoides declinatus är en skalbaggsart som beskrevs av Helava in Helava et al. 1985. Reninoides declinatus ingår i släktet Reninoides och familjen stumpbaggar. Inga underarter finns listade i Catalogue of Life.